# Свети Никола (Мегленци)
„Свети Никола“ (на македонска литературна норма: „Свети Никола“) е възрожденска православна църква в битолското село Мегленци, Северна Македония. Църквата е под управлението на Преспанско-Пелагонийската епархия на Македонската православна църква. Тя е главната селска църква на Мегленци.

## География
Църквата се намира в централната част на селото, непосредствено от лявата страна на пътя.

## История и архитектура
Църквата „Свети Никола“ е изградена в 1880 година, след което е разрушен в 1918 година и е възстановен с името „Свето Възкресение” в 1926 година.
Сградата на църквата е с правоъгълна основа с осмоъгълен купол с по една монофора от всяка страна и полукръгла апсида от източната страна. Главният вход на църквата е от западната страна и над него има ниша с фреска, на която е изписан Свети Никола, а църквата има и втори вход от южната страна. Сградата е изградена от камък и е покрита с покрив от керемиди.
Дворът на църквата е ограден с бетонна ограда и в него са разположени камбанарията и помощна постройка. Камбанарията има квадратна основа и се състои от две части. Долната част е изградена от камък, а горната от бетонови тухли. От двете страни в горната част има по една отворена монофора. Камбанарията е покрита с ламаринен пирамидален покрив.

## Галерия
- Главният вход
- Нишата над главния вход
- Страничният вход
- Куполата
- Апсидата
- Източната страна на камбанарията
- Църквата отблизо от страната на входа
- Помощният обект